# El Salto (Santa Cruz de Tenerife)
El Salto es una de las entidades de población que conforman el municipio de Granadilla de Abona, en la isla de Tenerife —Canarias, España—.

## Toponimia
Su nombre proviene del accidente geográfico ubicado en sus cercanías, y que es una caída de unos veinte metros en el cauce del barranco del Salto, alrededor de la cual se desarrolló el caserío.

## Características
Está situado a 3 kilómetros del casco urbano de Granadilla de Abona. Alcanza una altitud media de 360 m s. n. m. y abarca una superficie de 4,63 km².
Está formado por los núcleos de: El Salto, El Draguito, Las Palomas y Yaco.
El barrio cuenta con el Colegio de Educación Infantil y Primaria Froilán Hernández González, con un centro cultural, con la iglesia parroquial de San Juan Bautista, una plaza pública y un parque infantil.
En el límite meridional de la localidad destaca la Montaña Yaco, pequeño y erosionado cono volcánico estromboliano formado por piroclastos basálticos.

## Historia
El núcleo aparece ya con cierta entidad a mediados del siglo xix:

SALTO. (EL) Caserío situado en término jurisdiccional de la Granadilla, (...). Dista de la cabeza del distrito municipal 3 kilómetros 665 metros, y lo componen 16 edificios de un piso y 1 choza ú hogar habitados 14 constantemente por 11 vecinos 45 almas y 3 inhabitados.
DRAGUITO. Aldea situada en t. j. de la Granadilla, (...). Dista de la c. del d. m. 2 k. 582 m., y consta de 20 edif. de un piso y 5 choz. u hog. habit. 18 const. por 26 v. 100 a. y 7 inhabit.
PALOMAS. (LAS) Aldea situada en t. j. de la Granadilla, (...). Dista de la c. del d. m. 3 k. 136 m., y consta de 22 edif. de un piso, 1 de dos y 10 choz. ú hog. habit. 26 const. por 31 v. 132 a. y 7 inhabit.
YACO. Caserío situado en t. j. de la Granadilla, (...). Dista de la c. del d. m. 3 k. 443 m., y lo componen 6 edif. de un piso habit. 1 const. por 1 v. 6 a. y 5 temp.
Pedro de Olive, 1865.

El primer colegio público de El Salto se construyó en 1958.
La iglesia de San Juan Bautista fue construida en 1970.